# 查爾斯·威克利夫·古德溫
查尔斯·威克里夫·古德温（英語：Charles Wycliffe Goodwin，1817年—1878年）是一位來自英国的埃及学、聖經学者、律師和法官。他退休前曾任英國在華最高法院代理首席法官。

## 生平
古德温出生於诺福克郡金斯林。他曾就读於剑桥大学圣凯瑟琳学院。1843年，他被林肯律師學院授予律師證書。 
1865年，古德温前往上海擔任英國在華最高法院助理法官。
1874年。古德温前往横滨，1877年初又回到上海。1876年，古德温出任英國在華最高法院代理首席法官。 
1878年1月17日，古德温在上海去世。他的墓地位於八仙桥公墓（現今淮海公園）。 